# Christian Rantzau
Christian Rantzau (ur. 23 stycznia 1684 w Kopenhadze, zm. 16 kwietnia 1771) – duński dyplomata, baron.
Duński poseł w Londynie w latach 1708–1709, a następnie w Berlinie w 1710 roku. W roku 1726 otrzymał tytuł hrabiego von Rantzau.
Jego krewnymi byli generałowie Detlev von Rantzau i Jørgen von Rantzau (zm. 1713) –  obaj zostali generałami w 1704 roku. A także Otto von Rantzau holsztyński poseł w Szwecji w 1719 roku.